# Tine Miehe-Renard
Tine Miehe-Renard Kristiansen (født 12. september 1954) er en dansk skuespiller.
Tine (Miehe-Renard) Kristiansen blev uddannet fra Skuespillerskolen ved Aarhus Teater i 1982.
Hun er datter af filmfotograf Henning Kristiansen og har tidligere været gift med Martin Miehe-Renard.

## Filmografi
- Mig og Charly (1978)
- Charly & Steffen (1979)
- Babettes gæstebud (1987)
- Ved vejen (1988)
- Den store badedag (1991)
- Bella min Bella (1996)
- Lykkevej (2003)
- Den store badedag 1990
- Bella min Bella 1995
- Nu er det din tur 1996
- RIGET II 1996
- Så vit som en snö
- Lykkevej
- En ankomst
- Fader
- Tvang
- Befrielsen

### Tv-serier
- Den som dræber 2010
- Livvagterne 2009
- Klovn 2006
- Rejseholdet (2000-2003)
- Forsvar (2003)
- Riget II 1996
- Hvide Løgne
- Tabu 1993